# Condé (Indre)
Condé és un municipi francès, situat al departament de l'Indre i a la regió de Centre – Vall del Loira. L'any 2007 tenia 230 habitants.

## Demografia

### Població
El 2007 la població de fet de Condé era de 230 persones. Hi havia 100 famílies, de les quals 28 eren unipersonals (16 homes vivint sols i 12 dones vivint soles), 32 parelles sense fills, 32 parelles amb fills i 8 famílies monoparentals amb fills.
La població ha evolucionat segons el següent gràfic:
Habitants censats

### Habitatges
El 2007 hi havia 123 habitatges, 98 eren l'habitatge principal de la família, 15 eren segones residències i 10 estaven desocupats. 118 eren cases i 5 eren apartaments. Dels 98 habitatges principals, 81 estaven ocupats pels seus propietaris, 15 estaven llogats i ocupats pels llogaters i 2 estaven cedits a títol gratuït; 8 tenien dues cambres, 13 en tenien tres, 26 en tenien quatre i 51 en tenien cinc o més. 75 habitatges disposaven pel capbaix d'una plaça de pàrquing. A 37 habitatges hi havia un automòbil i a 57 n'hi havia dos o més.

### Piràmide de població
La piràmide de població per edats i sexe el 2009 era:
| Homes | Edats   | Dones |
| ----- | ------- | ----- |
| 0     | 95 o +  | 0     |
| 0     | 90 a 94 | 0     |
| 0     | 85 a 89 | 0     |
| 0     | 80 a 84 | 0     |
| 16    | 75 a 79 | 4     |
| 0     | 70 a 74 | 12    |
| 4     | 65 a 69 | 0     |
| 4     | 60 a 64 | 0     |
| 16    | 55 a 59 | 12    |
| 4     | 50 a 54 | 8     |
| 4     | 45 a 49 | 4     |
| 4     | 40 a 44 | 4     |
| 8     | 35 a 39 | 8     |
| 20    | 30 a 34 | 20    |
| 0     | 25 a 29 | 4     |
| 4     | 20 a 24 | 4     |
| 8     | 15 a 19 | 0     |
| 4     | 10 a 14 | 4     |
| 4     | 5 a 9   | 12    |
| 16    | 0 a 4   | 16    |

## Economia
El 2007 la població en edat de treballar era de 148 persones, 109 eren actives i 39 eren inactives. De les 109 persones actives 100 estaven ocupades (52 homes i 48 dones) i 9 estaven aturades (5 homes i 4 dones). De les 39 persones inactives 14 estaven jubilades, 11 estaven estudiant i 14 estaven classificades com a «altres inactius».

### Ingressos
El 2009 a Condé hi havia 95 unitats fiscals que integraven 226,5 persones, la mediana anual d'ingressos fiscals per persona era de 19.471 €.

### Activitats econòmiques
Dels 8 establiments que hi havia el 2007, 1 era d'una empresa de fabricació d'altres productes industrials, 2 d'empreses de construcció, 1 d'una empresa de comerç i reparació d'automòbils, 1 d'una empresa d'hostatgeria i restauració, 1 d'una empresa immobiliària, 1 d'una empresa de serveis i 1 d'una empresa classificada com a «altres activitats de serveis».
Dels 3 establiments de servei als particulars que hi havia el 2009, 1 era un guixaire pintor, 1 fusteria i 1 perruqueria.
L'únic establiment comercial que hi havia el 2009 era una botiga d'electrodomèstics.
L'any 2000 a Condé hi havia 10 explotacions agrícoles.

## Poblacions més properes
El següent diagrama mostra les poblacions més properes.